# Ines Vercesi
Ines Vercesi (ur. 5 stycznia 1916 w Pawii, zm. 24 kwietnia 1997 w Sestri Levante) – włoska gimnastyczka, srebrna medalistka letnich igrzysk olimpijskich w 1928.
W 1928 została wraz z Biancą Ambrosetti, Lavinią Gianoni, Luiginą Giavotti, Virginią Giorgi, Germaną Malabarba, Carlą Marangonii, Luiginą Perversi, Dianą Pizzavini, Luisą Tanzini, Caroliną Tronconi  i Ritą Vittadini srebrną medalistką w wieloboju drużynowym w gimnastyce na IX Letnich Igrzyskach Olimpijskich w Amsterdamie (były pierwszymi włoskimi medalistkami olimpijskimi).